# Гарматій Лука Васильович
Лука Васильович Гарматій (30 жовтня 1866, с. Лучка, нині Тернопільський район, Тернопільська область, Україна — 31 жовтня 1924 року, село Могильниця, нині Тернопільський район) — український вчитель, фольклорист, етнограф. Вчитель Петра Шекерика-Дониківа. 

## Життєпис
Народився 30 жовтня 1866 року в селі Лучка (Королівство Галичини та Володимирії, Австрійська імперія, нині Тернопільський район, Тернопільська область, Україна) в сім'ї селянина, громадського діяча Василя Гарматія, котрий у 1848 р. був обраний на Тернопіллі (округ Теребовля — Микулинці) послом до австрійського парламенту у Відні.

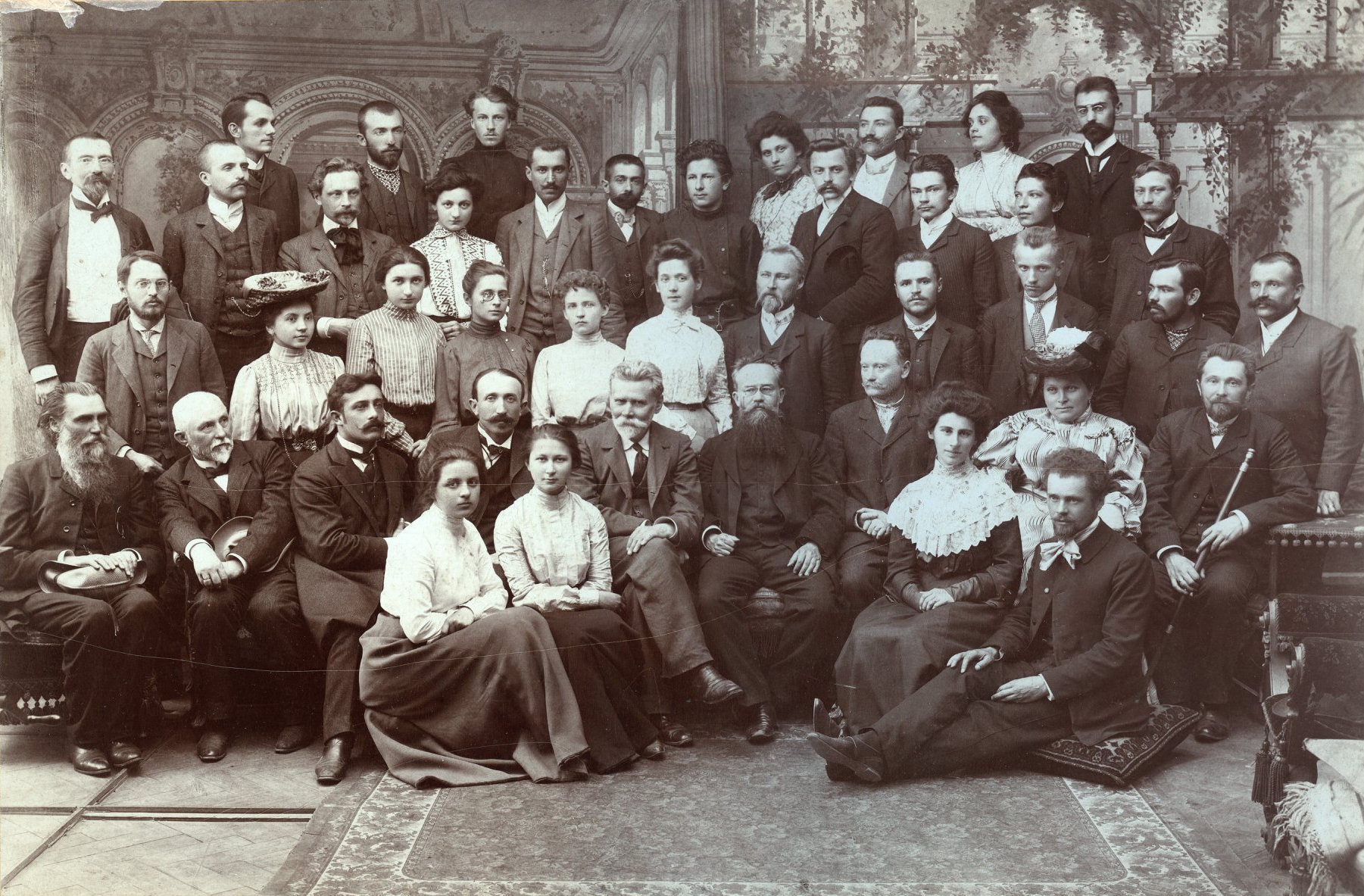
Викладачі та студенти Наукових курсів українознавства у Львові (організованих ТПУНЛШ), 5 липня 1904 р. Зліва направо: перший ряд (сидять): М. Дверницька, В. Чикаленківна, А. Трушева, І. Труш;
другий ряд (сидять): П. Рябков, Т. Ревакович, І. Брик, М. Ганкевич, Хв. Вовк, М. Грушевський, І. Франко, М. Грушевська, Вол. Гнатюк;
третій ряд (стоять): Вол. Дорошенко, М. Підлісецька (Мудракова), Г. Чикаленківна, К. Голицинська, О. Андрієвська, М. Липа, І. Липа, Ф. Шолудько, В. Панейко, Л. Сміщук, Л. Гарматій;
четвертий ряд (стоять): Вол. Лаврівський, Е. Голицинський, Юл. Бачинський, М. Крушельницька (Дроздовська), Дм. Дорошенко, Я. Грушкевич, Л. Чикаленко, Мих. Грушкевич, Ст. Дольницький, А. Хомик, М. Росткович;
п'ятий ряд (стоять): Юл. Ситник, Ол. Скоропис, Дм. Розов, Д. Старосольська (Шухевичівна), Вол. Загайкевич, Т. Єрми (п-ні Боднарова), Мих. Мочульський.

У 1887 році закінчив п'ять класів Тернопільської гімназії, після чого склав семінарійну матуру в Тернопільській чоловічій вчительській семінарії. 
Потім учителював : спочатку на Галицькому Поділлі — у селах Струсів та Млиниська, місті Теребовля, згодом — від 1898 до 1912 — на Гуцульщині у гірських селах Тюдів, Кобаки та Розтоки (нині села Косівського р-ну), Криворівня і Голови (нині села Верховинського р-ну; усі — Івано-Франківська обл.). З 1905 року почесний член етнографічної комісії НТШ. В Криворівні познайомився і надалі підтримував стосунки з М. С. Грушевським, Лесею Українкою, Г. М. Хоткевичем, Ф. К. Вовком, іншими українськими діячами.
1912 року — переїхав до с. Могильниця Теребовлянського повіту (нині с. Стара Могильниця і с. Нова Могильниця Теребовлянського р-ну Терноп. обл.). На початку Першої світової війни працював у школах Австрії, Моравії (нині в складі Чехії). 1920 року повернувся в с. Могильницю, зазнав переслідувань від польської окупаційної влади за погляди.
Приятелював з Іваном Франком, Михайлом Коцюбинським, допомагав їм знайомитися з місцевими звичаями, обрядами, зокрема, разом з Петром Шекериком-Дониківим збирати матеріали для написання роману «Тіні забутих предків».
Був невтомним збирачем фольклору. Вивчав весільні та інші обряди, записував з розповідей оповідання, перекази, повір'я тощо. Його працю високо цінували В. Гнатюк та В. Шухевич. Значна ч. фольклорних записів була надрукована в «Гуцульщині» В. Шухевича та «Колядках і щедрівках» В. Гнатюка. Докладно вивчав матеріальну культуру Гуцульщини. Захоплювався творами народних умільців. Збирав художні, металеві й дерев'яні вироби. Найцінніші колекції Гарматій передав Етнографічному музеєві НТШ (нині Український державний музей етнографії та художнього промислу). Зібрані предмети перебувають у музеях Санкт-Петербурга та Праги (Чехія).